# 大洛克
大洛克，是匈牙利费耶尔州所辖的一个村。总面积32.44平方公里，总人口1065，人口密度32.8人/平方公里（2011年1月1日）。